# 1920 dans les parcs de loisirs
| Années des parcs de loisirs : 1917 - 1918 - 1919 - 1920 - 1921 - 1922 - 1923    |
| Décennies des parcs de loisirs : 1890 - 1900 - 1910 - 1920 - 1930 - 1940 - 1950 |

## Parcs d'attractions

### Ouverture
- Dreamland Margate ( Royaume-Uni)

### Fermeture
- Electric Park à Fort Smith ( États-Unis)

### Changement de nom
- Exposition Park devient Conneaut Lake Park ( États-Unis)

## Attractions

### Montagnes russes
| Nom            | Type/Modèle | Constructeur                       | Parc                          | Pays        |
| -------------- | ----------- | ---------------------------------- | ----------------------------- | ----------- |
| Big Dipper     | Bois        | Harry C. Baker (en)                | Riverview Park                | États-Unis  |
| FireFly        | Bois        |                                    | Idora Park (Ohio) (en)        | États-Unis  |
| Giant Coaster  | Bois        | Philadelphia Toboggan Company      | Rocky Glen Park (en)          | États-Unis  |
| Giant Coaster  | Bois        | Harry C. Baker (en), Josiah Pearce | Riverside Park                | États-Unis  |
| Jack Rabbit    | Bois        | Charile Mach                       | Kennywood                     | États-Unis  |
| Jack Rabbit    | Bois        | John A. Miller                     | Seabreeze Amusement Park (en) | États-Unis  |
| Scenic Railway | Bois        |                                    | Dreamland Margate             | Royaume-Uni |

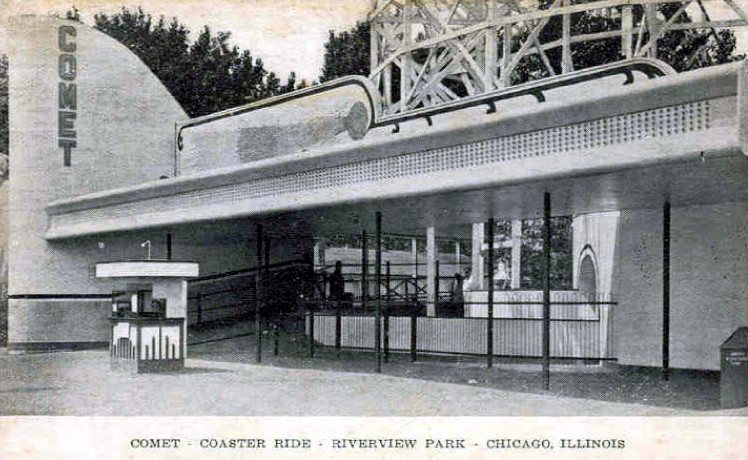
Comet (également appelé Big Dipper) à Riverview Park
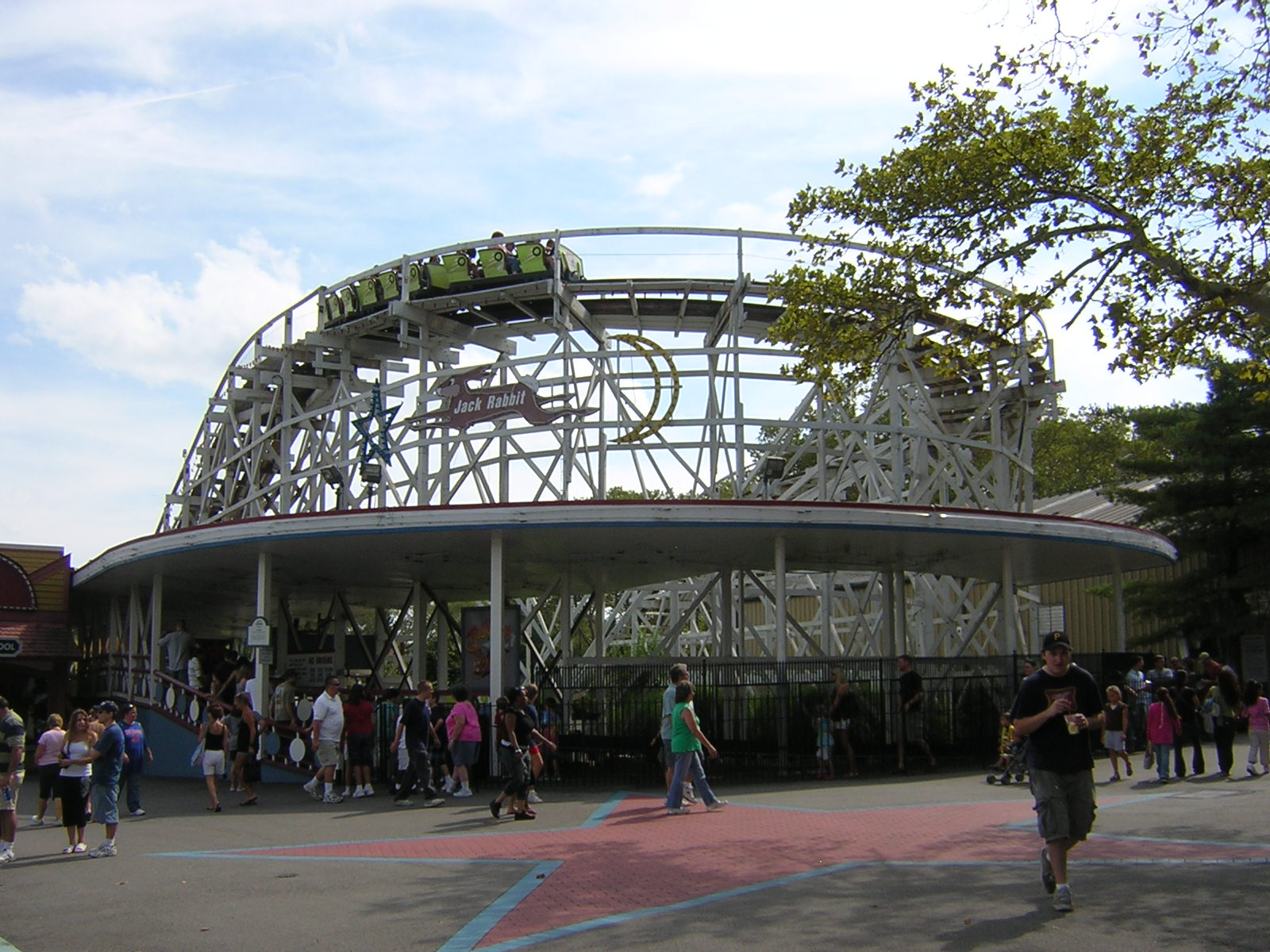
Jack Rabbit à Kennywood
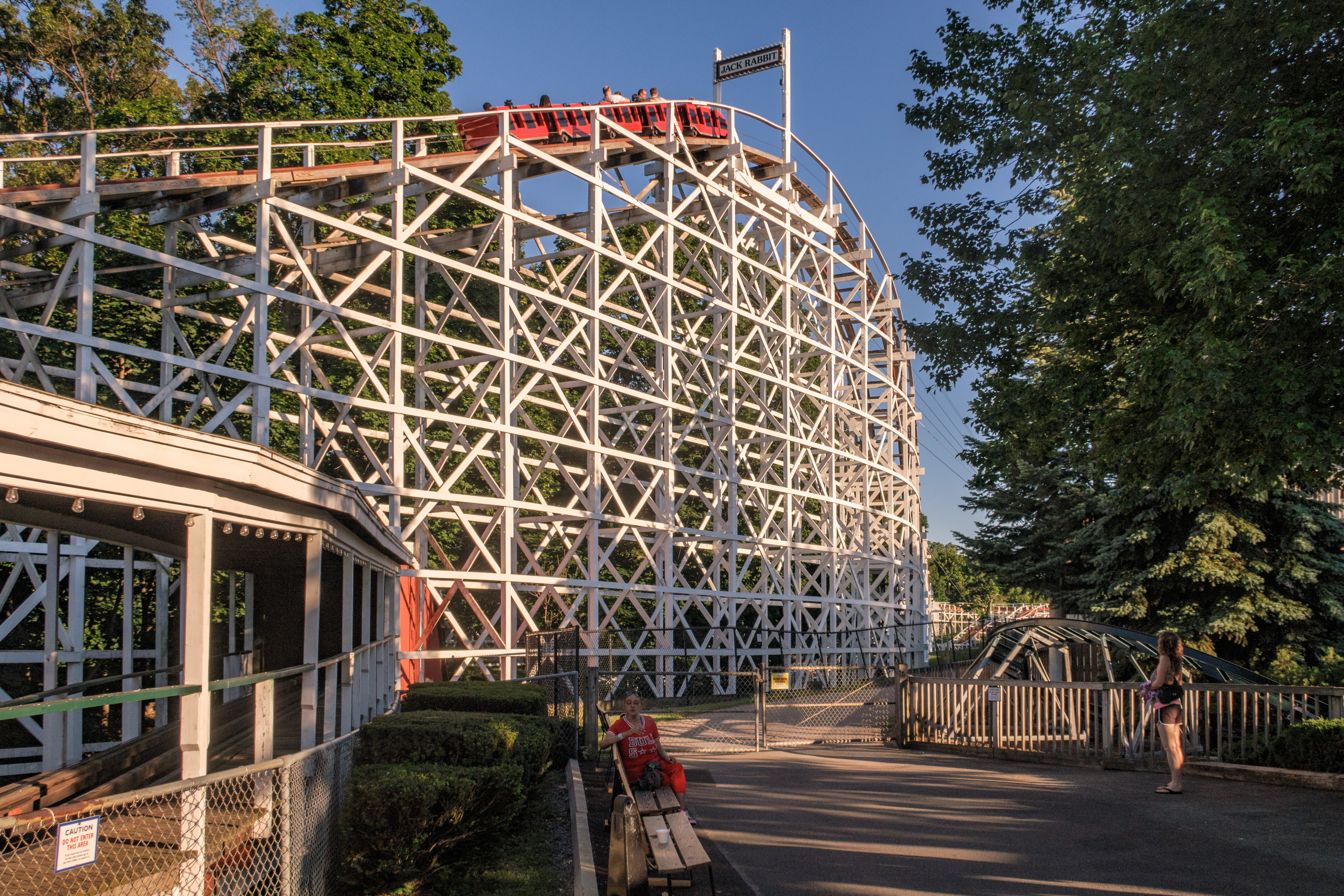
Jack Rabbit à Seabreeze Amusement Park (en)

### Autres attractions
| Nom          | Type/Modèle | Constructeur                   | Parc                                    | Pays       |
| ------------ | ----------- | ------------------------------ | --------------------------------------- | ---------- |
| Wonder Wheel | Grande roue | Eccentric Ferris Wheel Company | Deno's Wonder Wheel Amusement Park (en) | États-Unis |
| The Whip     | The Whip    | William F. Mangels             | Dorney Park                             | États-Unis |

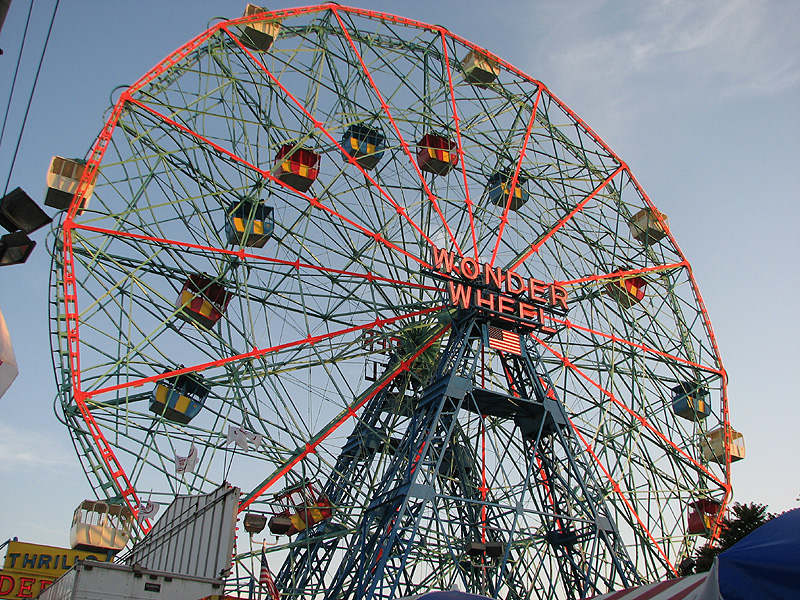
Wonder Wheel à Deno's Wonder Wheel Amusement Park (en)